# Флоранс Нибар-Девуар
Флоранс Нибар-Девуар (фр. Florence Nibart-Devouard; Версај, 10. септембар 1968) је истраживач генетичар из области агрономије. Председавајућа је Одбора повереника Задужбине Викимедија од новембра 2006.
Рођена је у Версају у Француској. Одрасла је у Греноблу и живела у неколико француских градова, као и у Антверпену у Белгији, и у Аризони у САД. Сада живи у Клермон Ферану у Француској. Удата је, и има троје деце.
Флоранс Нибар-Девуар је инжењер агрономије престижне Високе државне школе за агрономију и прехрамбене индустрије (École Nationale Supérieure d'Agronomie et des Industries Alimentaires). Такође има магистратуру из области генетике и биотехнологија са ИНПЛ. Бавила се истраживањем у јавном сектору, прво у генетичком унапређивању цвећа, а затим у на пољу микробиологије у испитивању изводљивости биозалечења загађеног земљишта. Након тога је била запослена у у француској фирми као дизајнер алата за одлучивање у области одрживе пољопривреде.